# Hjalmar Hansson
Johan Hjalmar Hansson, född 4 april 1880 i Nosaby socken, död 29 april 1946 i Stockholm, var en svensk veterinär.
Hjalmar Hansson var son till lantbrukaren Johan Hansson. Han avlade mogenhetsexamen i Kristianstad 1899, inskrevs samma år vid Veterinärinstitutet och avlade veterinärexamen 1904. 1905 blev han assistentveterinär vid Göteborgs slakthus och 1909 sanitetsveterinär där samt blev 1912 sanitetsveterinär vid Stockholms slakthus. Hansson blev 1914 tillförordnad statsinspektör och var 1916–1945 statsinspektör i Medicinalstyrelsen över köttkontrollen i Sverige. Hansson studerade slakthusväsende och inredande av bakteriologiska laboratorier bland annat i Tyskland och utarbetade de allmänna grundsatser som under hans tid kom att användas i Sverige vid besiktning av organ och kött av tuberkulösa djur med avseende på deras användbarhet som föda för människor.